# Dig Dug II
Dig Dug II est un jeu vidéo d'arcade développé par Namco sorti en 1985 sur Borne d'arcade. Il fut porté sur Famicom en 1986 et sur Famicom Disk System en 1990. Ce jeu est la suite de Dig Dug.

## Système de jeu
Tout comme dans le premier opus, le joueur contrôle Dig Dug. Cette fois-ci, le jeu ne se passe pas sous terre mais sur une île. Le joueur, armé d'une pompe et d'un marteau-piqueur, doit se débarrasser des Pooka et des Fygar. Il y a deux manières d'y parvenir: soit en gonflant le monstre jusqu'à ce qu'il explose, soit en sectionnant la partie de l'île sur laquelle il se trouve pour le faire tomber dans l'eau. Le niveau se termine lorsqu'il n'y a plus de monstre sur l'île.

## Rééditions
Le jeu est jouable dans les compilations Namco Museum: Battle Collection (sorti en 2005 sur PlayStation Portable) et Namco Museum DS (sorti en 2007 sur Nintendo DS).
Le jeu est également sorti sur la Console Virtuelle de la Wii U en 2015.